# Chindi

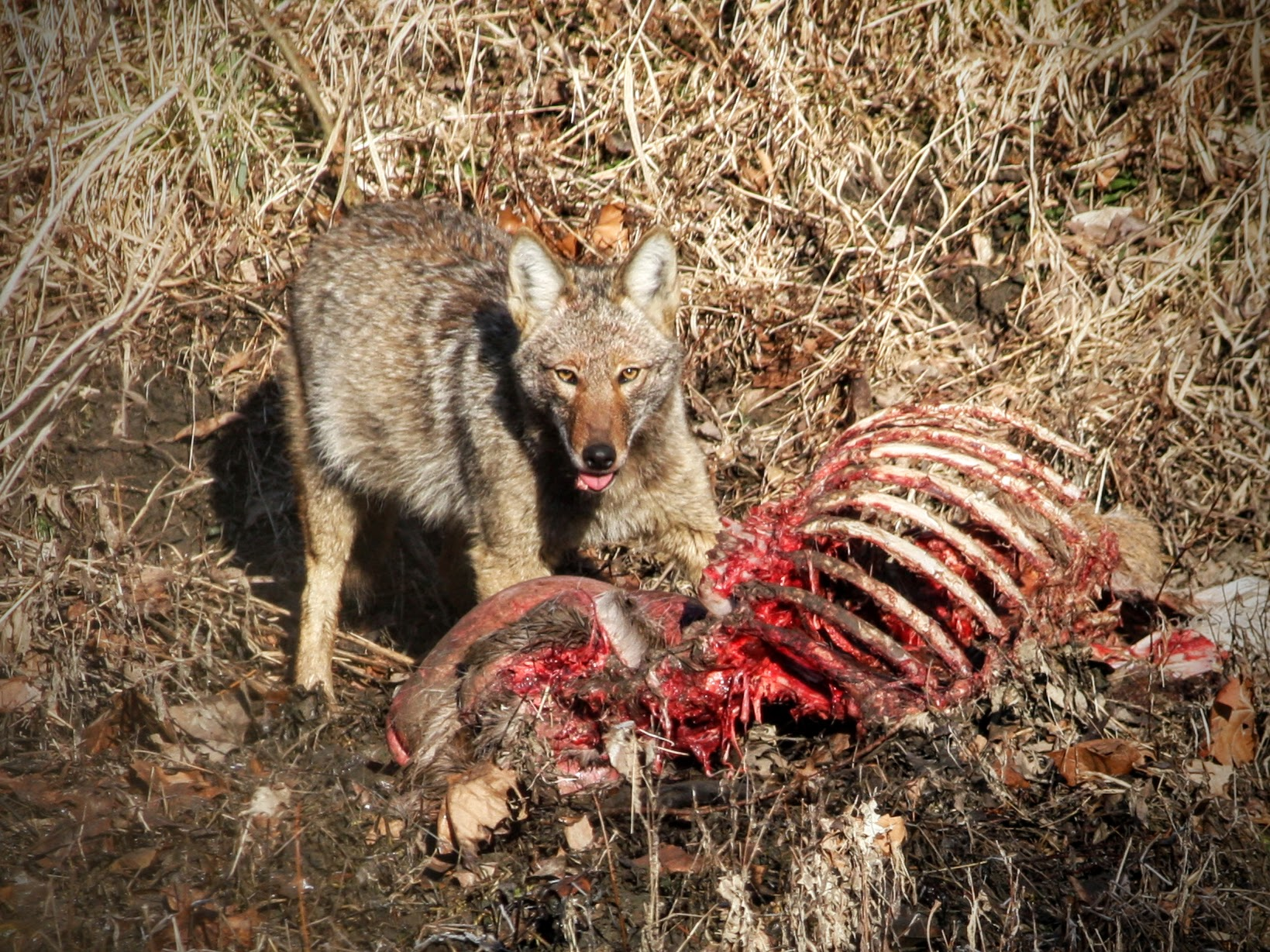
Le coyote est une des nombreuses apparences que la tradition navajo prête au chindi

Un chindi (prononcé : /ˈt͡ʃɪndi:/, navajo : chʼį́įdii) est, selon la tradition navajo, le fantôme laissé après le décès d'une personne, au moment où l'esprit est censé quitter le corps avec le dernier souffle. Le chindi résulte de tout ce qui était mauvais chez la personne. Il est le « résidu que l'homme n'a pas pu apporter à l'harmonie universelle ».
La tradition navajo croit que le contact avec un chindi peut causer des maladies — on parle alors de « pathologie fantôme » — et provoquer la mort. On pense que le chindi s'attarde autour des os ou des biens du défunt, de sorte qu'il est de coutume de détruire ces biens et d'éviter le contact avec le cadavre.
Après la mort, il convient de ne jamais prononcer le nom du défunt, de peur que le chindi l'entende et vienne rendre malade les vivants. La pratique traditionnelle des Navajos consiste à permettre à la mort de survenir à l'extérieur, afin que le chindi puisse se disperser. Si une personne meurt dans une maison ou un hogan, la croyance veut que les lieux deviennent occupés par le chindi et finissent alors par être abandonnés.

## Dans la culture populaire

### Littérature
- Dans le roman d'horreur The Chindi, paru en 1980, Brad Steiger développe le thème du chindi sous son aspect paranormal[3].
- Dans le roman policier La Voie du fantôme, dernier volet de la trilogie Jim Chee paru en 1984,  Tony Hillerman traite du chindi dans une enquête mêlant polices tribale et fédérale en terre navajo[4].
- Chindi est le titre d'un roman de science-fiction de Jack McDevitt paru en 2002 et le nom du gigantesque vaisseau extraterrestre éponyme, qui a l'apparence d'un astéroïde[5].

### Télévision
- En septembre 2018, sur la chaîne américaine Science Channel, les présentateurs de Midnight Train to Hell, 12e épisode de la deuxième saison de l'émission Strange Evidence[c], s'accordent à soupçonner l'intervention du chindi dans un sujet ésotérique ayant pour cadre le Nouveau-Mexique[6].